# Guelfo Nalli
Guelfo Nalli (Supino, 13 marzo 1938 – City Bell (La Plata), 16 maggio 1995) è stato un cornista e musicista argentino.

## Biografia
Nato da una famiglia di musicisti, è stato uno dei più grandi cornisti del Novecento . Nell'estate del 2014, la toponomastica del Comune di Supino si arricchisce di una piazzetta nel centro storico intitolata al suo nome.

### Studi
Emigrato con la famiglia in Argentina, iniziò i suoi studi con lo zio Armando Nalli. Nel 1954 fu ammesso al conservatorio di Ciudad de La Plata, dove fu allievo di Antonio Iervolino.

### Carriera
Fece parte dell'Orchestra Stabile del Teatro Argentino della stessa città. Nel 1959 vinse l'audizione come 1° corno nell'Orchestra Filarmonica di Buenos Aires. Nel 1961 fece parte dell'Orchestra Stabile del Teatro Colòn e dell'Orchestra Sinfonica Nazionale. Nel 1963 fece un tour di concerti nei paesi latinoamericani. Nel 1966 eseguì il suo primo concerto negli Stati Uniti d'America. Nel 1969 fondò, con altri musicisti, l'orchestra da camera Camerata Bariloche, con la quale fece tour nei centri culturali più importanti del mondo. Nel 1974 fu 1° corno solista nell'Orchestra sinfonica nazionale della RAI di Torino.
Fu docente al conservatorio nazionale di Buenos Aires e realizzò corsi di perfezionamento in paesi latinoamericani ed in Europa. Nel 1989 gli fu assegnato il premio della fondazione argentina "Las cien mejores figuras de la musica clásica Argentina". Nel 1990 ideò e realizzò insieme ad Angelo Agostini, l'Incontro Internazionale dei Cornisti a Supino.